# Farofa

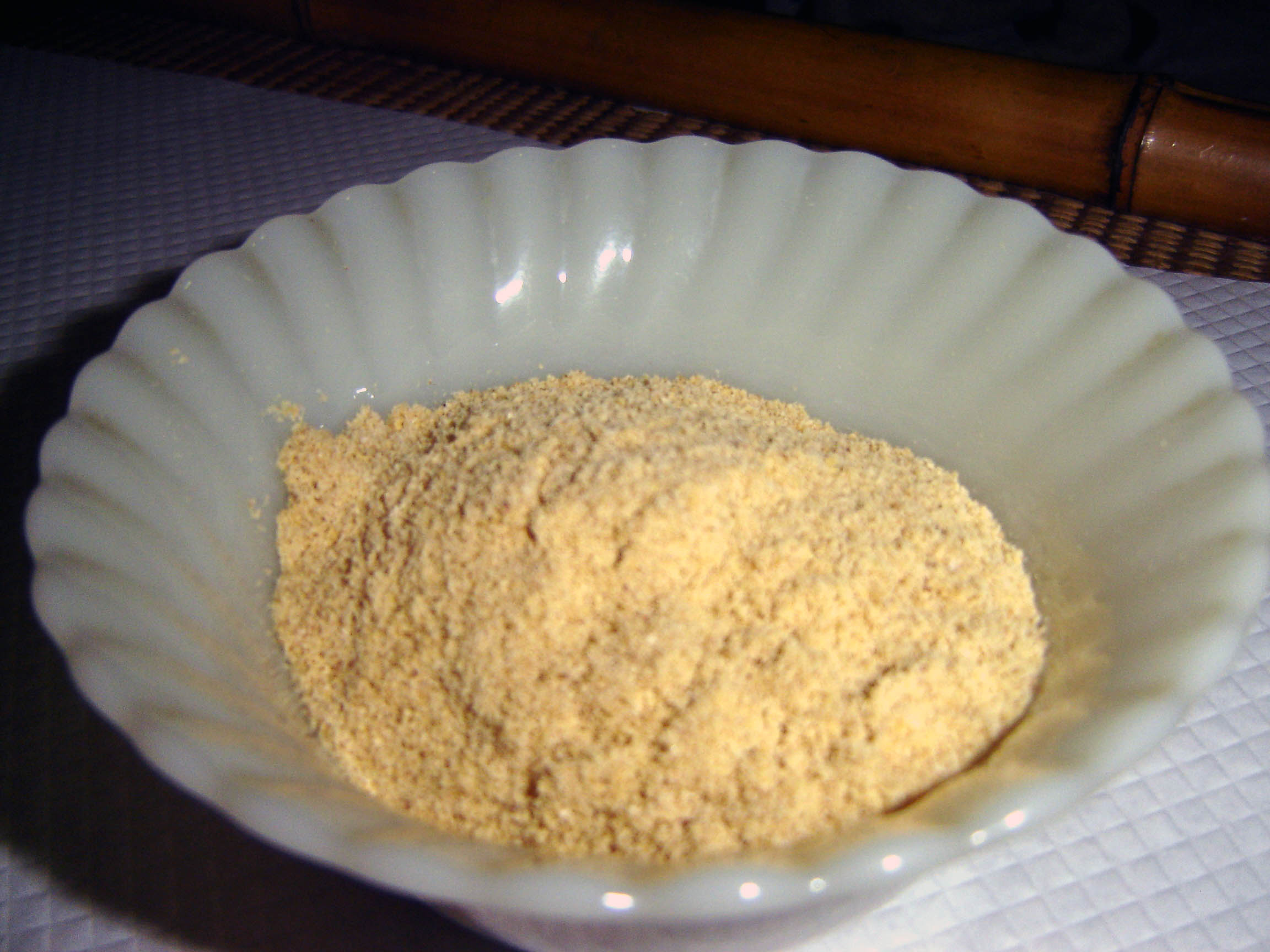
Farofa

Farofa is een bijgerecht bestaande uit licht in de pan gebakken cassavemeel of maïsmeel, dat met verschillende andere ingrediënten gemixt wordt. Voorbeelden hiervoor zijn spek, stukjes lingüiça, maïs, ui, stukjes gebakken ei, banaan en stukjes vlees.
Farofa wordt in heel Zuid-Amerika gegeten, maar is vooral in Brazilië erg populair. Het wordt gebruikt als bijgerecht, vaak om de smaak van vlees, vis of gevogelte te accentueren. Bij de churrasco mag het dan ook niet aan dit bijgerecht ontbreken. Farofa is goedkoop om te maken en is daarom in alle lagen van de bevolking populair. Per regio verschilt de traditionele samenstelling van het gerecht.